# سبخة الحاميات

خريطة السبخة

سبخة الحاميات (بالفرنسية: Sebkhet El Hamiet)‏ هي عبارة عن بحيرة من المياه المالحة تتواجد بتراب بلدية عين الحجر التابعة لدائرة عين آزال بولاية سطيف الجزائر.

## الموقع
تقع سبخة الحاميات بتراب ولاية سطيف الجزائرية وتقع في بلدية بلدية عين الحجر التابعة لدائرة عين آزال. على دائرة عرض: 35.9582128 وخط طول: 5.7001652، تبعد جنوبًا عن ساحل البحر الأبيض المتوسط بحوالي 127 كم.
موقع السبخة من أصل طبيعي، يحتل منخفضًا على أرضية مسطحة نسبيًا من الرواسب غير متراصة، الأراضي المجاورة أو المحيطة مالحة بشكل عام. هذه البحيرة المالحة الطبيعية الداخلية والمؤقتة تفيض في أوقات الفيضانات وتجف في فصل الصيف. منسوب المياه الذي يختلف اختلافا كبيرا تبعا للموسم والسنة قد لا يتجاوز عمق 1.5 متر تحت أي ظرف من الظروف.

## تصنيف السبخة
موقع السبخة مدرج ضمن مواقع رامسار(1)، والذي يتالف من جزئين: السبخة وهي بحيرة ضحلة قليلة الملوحة والشط وهو منطقة محيطية ذات النباتات الملحية (متسامحة مع الملح).

## الحياة البرية
الأراضي الرطبة هي موطن لـ 24 نوعًا من الطيور، 11 منها محمية قانونًا على المستوى الوطني. سبخة الحميت موقع مهم للطيور المائية الشتوية مثل دريجة (Philomachus pugnax)، وأبو المغازل (Himantopus himantopus) ونورس الرنجة (Larus argentatus)؛ عدد سكان الشهرمان المألوف (Tadorna tadorna) أكبر من 1٪ من سكان منطقة شمال أفريقيا البيوجغرافية.

## وصلات خارجية
- خريطة الموقع

## الهوامش
1: التي تم ذكرها في اتفاقية رامسار (اتفاقية الأراضي الرطبة ذات الأهمية الدولية وخاصة بوصفها موئلا للطيور المائية).